# Pentachloorbenzeenthiol
Pentachloorbenzeenthiol (PCBT) of pentachloorthiofenol (PCTP) is een organische verbinding die behoort tot de chloorbenzenen en thiolen. Pentachloorbenzeenthiol is een grijze vaste stof met onaangename geur. Ze is vrijwel onoplosbaar in water. 

## Synthese
Pentachloorbenzeenthiol wordt gevormd door de omzetting van hexachloorbenzeen met waterstofsulfide.

## Toepassingen
De stof is gebruikt in de rubberindustrie. Ze wordt aan rubber (zowel natuurrubber als synthetisch rubber) toegevoegd om de verwerking (masticatie) ervan te vergemakkelijken.

## Toxicologie en veiligheid
Pentachloorbenzeenthiol is een potentiële PBT- en ZPzB-stof: ze is niet goed biologisch afbreekbaar en vermoedelijk bio-accumuleerbaar en toxisch voor waterorganismen.
Pentachloorbenzeenthiol is zelf een metaboliet van hexachloorbenzeen en wordt aangetroffen in de urine en de uitwerpselen van dieren die hexachloorbenzeen kregen toegediend.